# Neoponera verenae

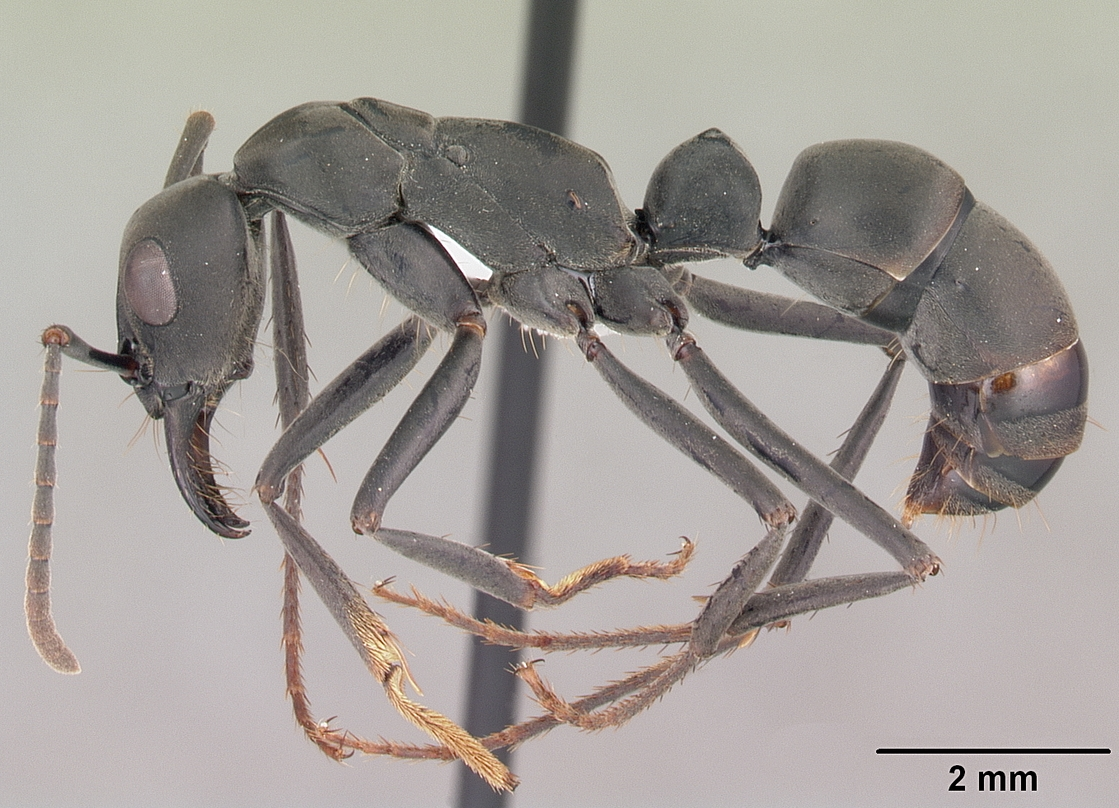
Муравей Neoponera verenae, вид сбоку

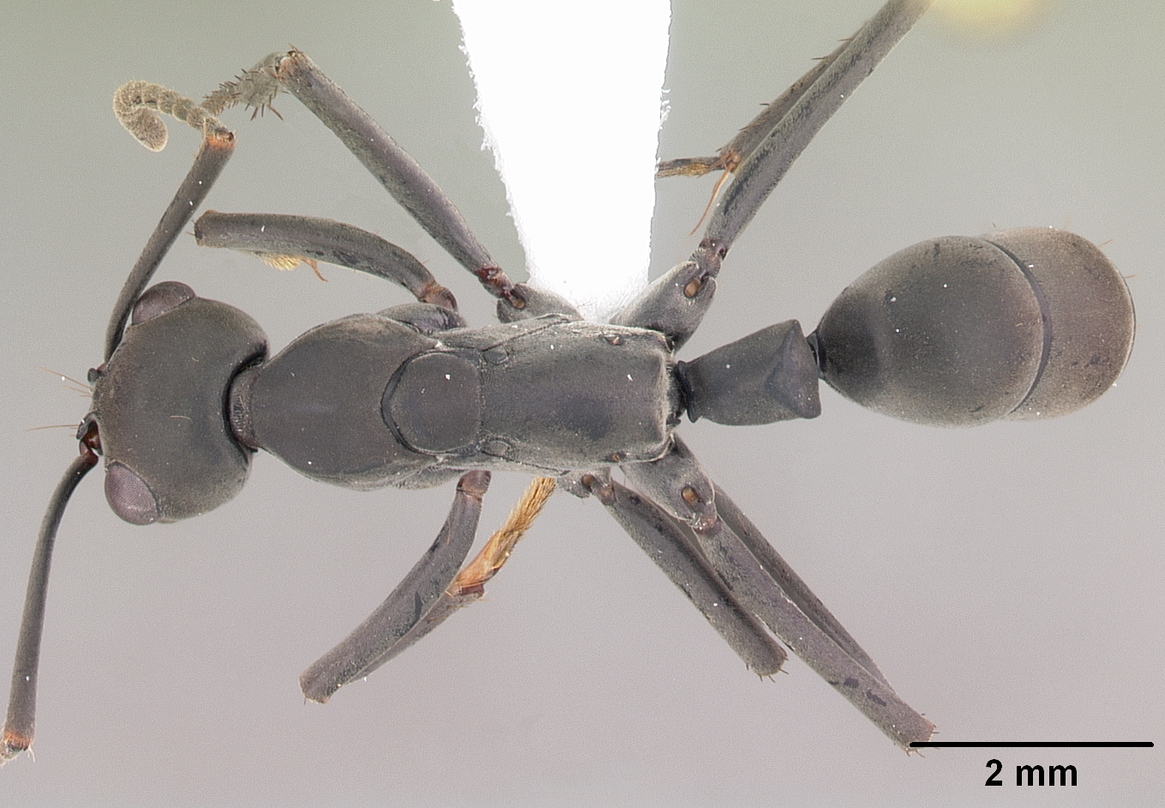
Вид сверху

Neoponera verenae (лат.) — вид примитивных муравьёв рода Neoponera (ранее в составе Pachycondyla) из подсемейства Ponerinae. Неотропика.

## Распространение
Неотропика: Центральная Америка, Южная Америка (от Мексики до Боливии и Бразилии).

## Описание
Среднего размера муравьи (около 1 см) с крупными многозубчатыми жвалами.
Основная окраска чёрная; концевая часть усиков светлее. Голова, грудь и брюшко чёрные. Скапус усиков длинный, чёрный.
Глаза большие выпуклые, расположены в среднебоковой части головы. Жало развито. Стебелёк между грудкой и брюшком одночлениковый, состоит из петиоля. Хищники и сбощики падали. Семьи малочисленные (менее, чем с 100 муравьёв, в среднем 39 особей на семью), полигинные (с несколькими самками).

## Касты

### Рабочие

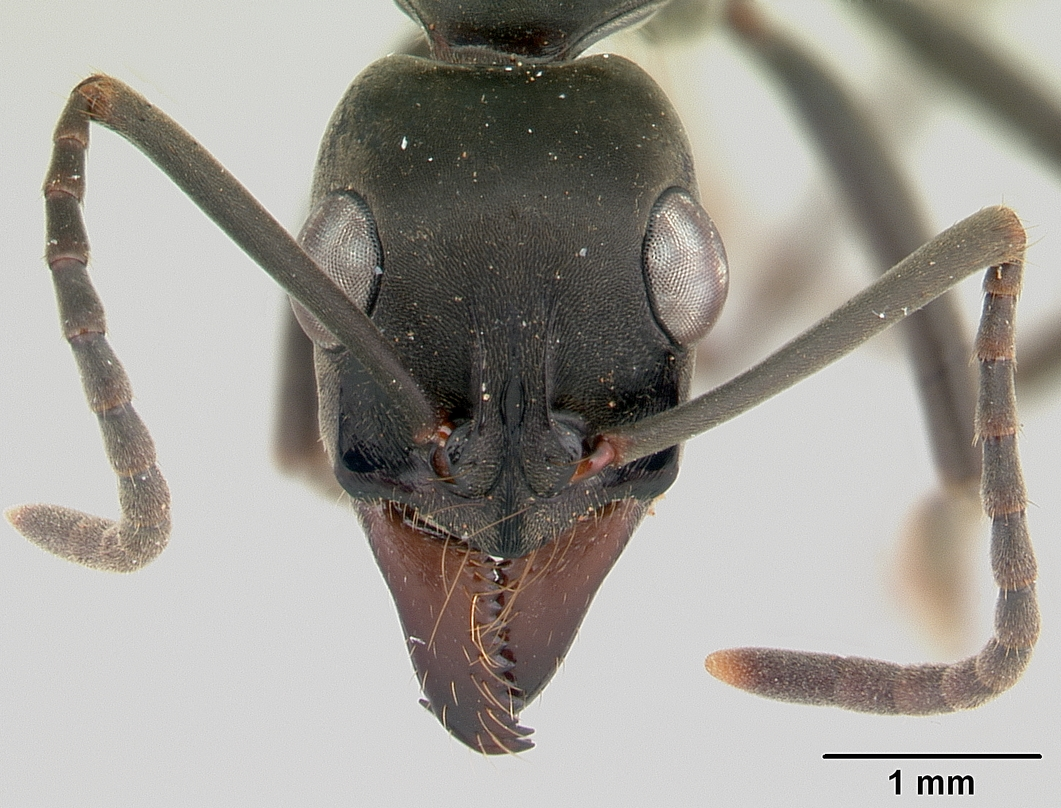
Голова рабочего
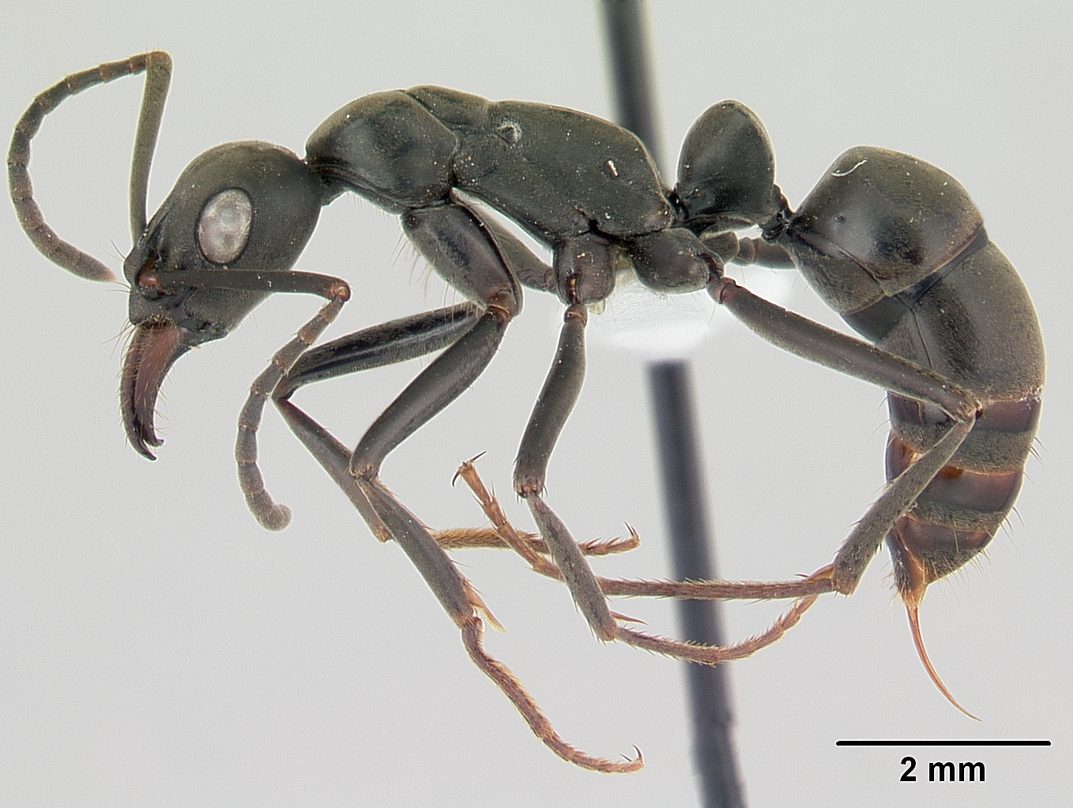
Вид сбоку
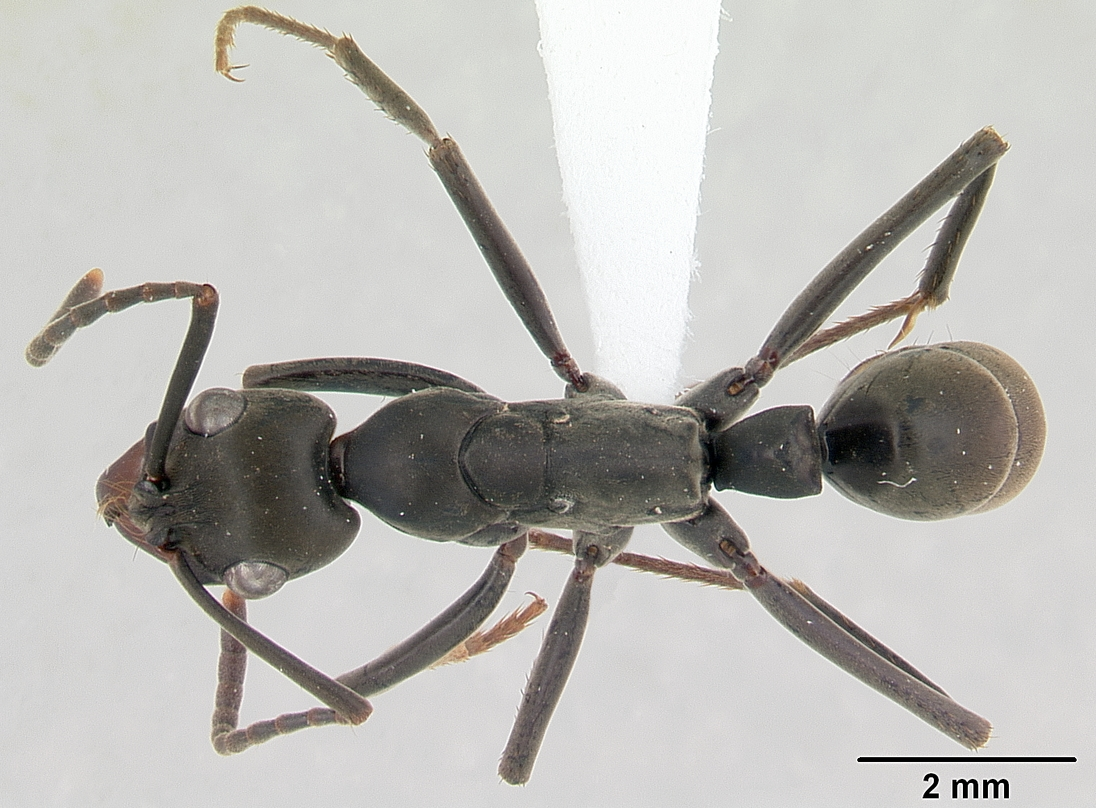
Вид сверху
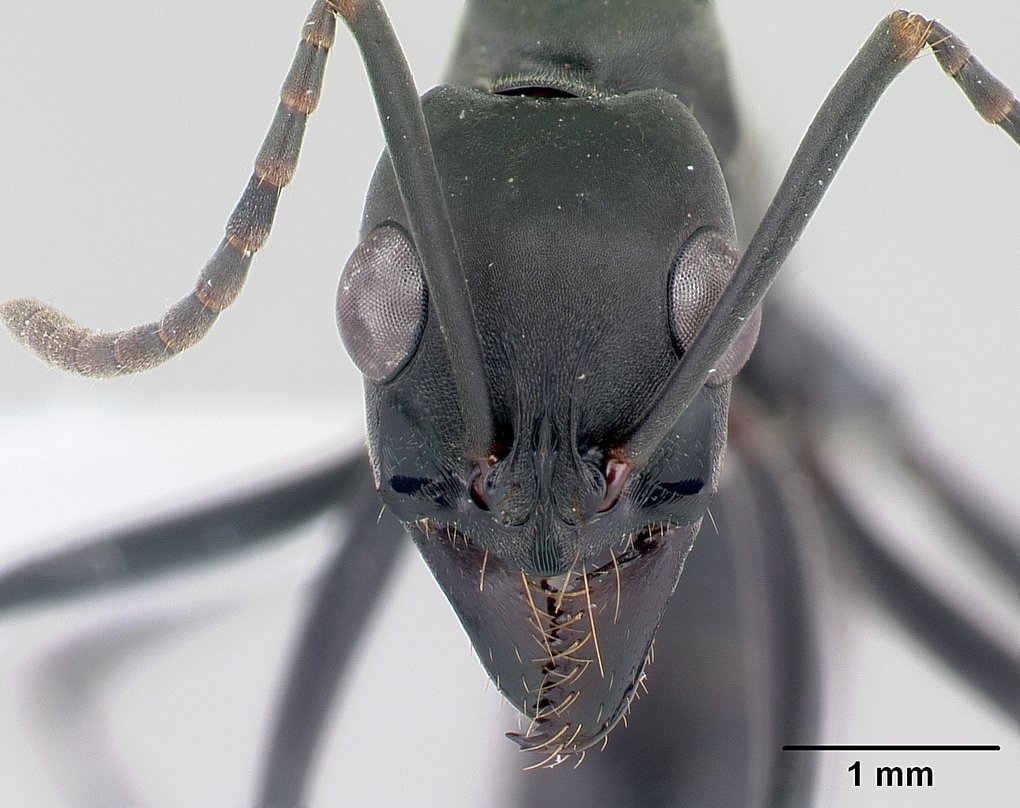
Голова
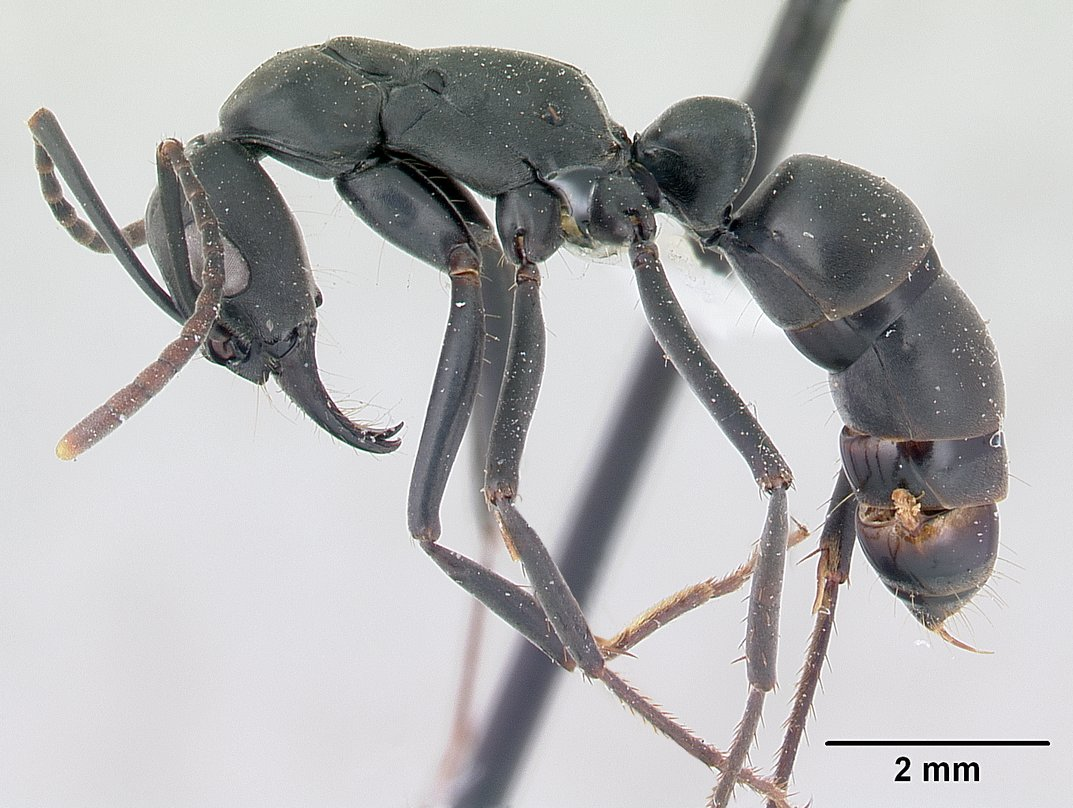
Вид сбоку
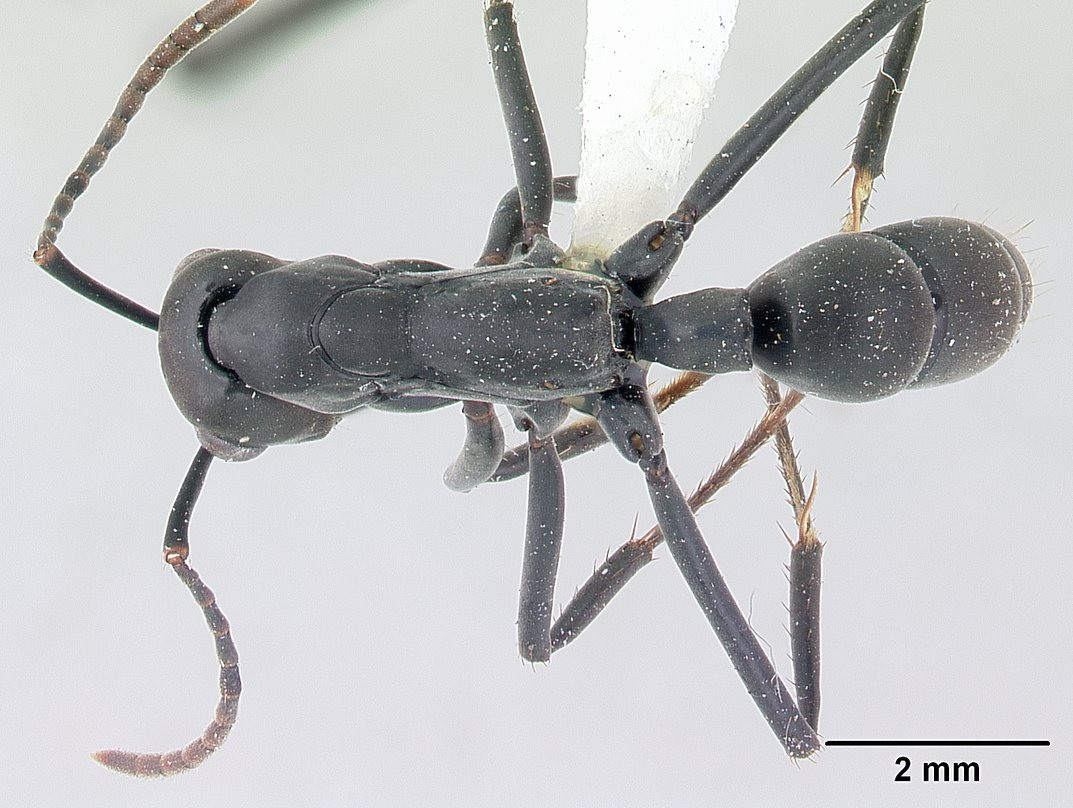
Вид сверху

### Самки

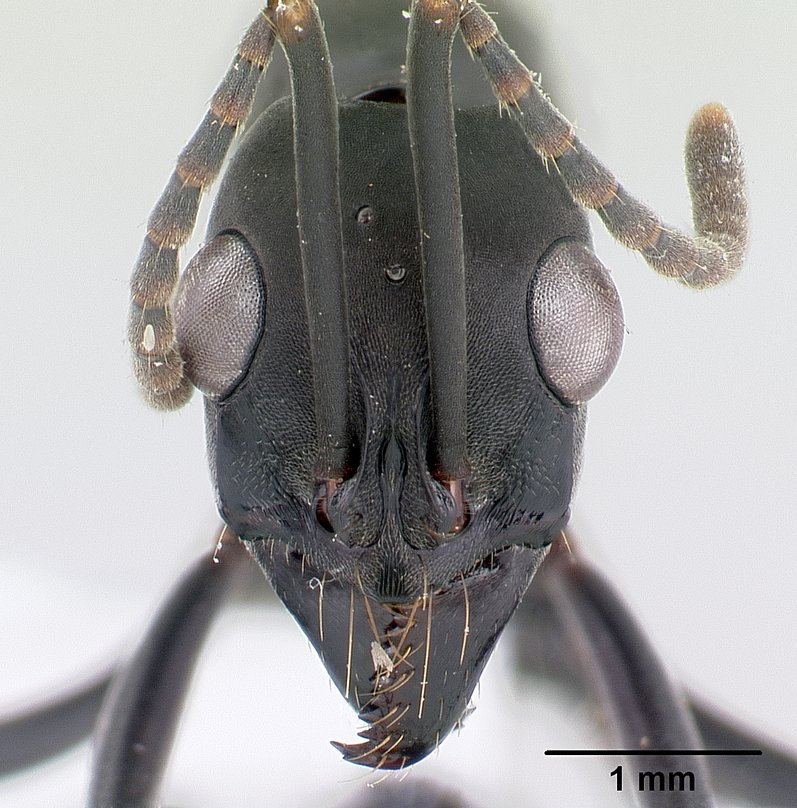
Голова самки
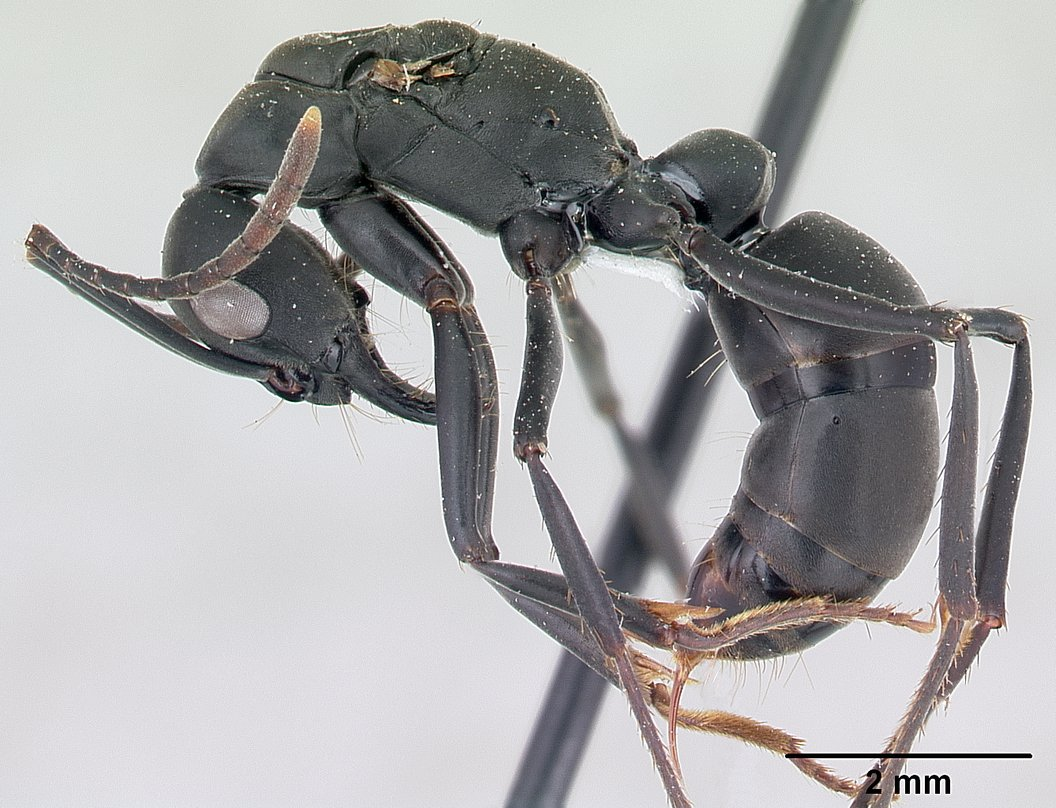
Вид сбоку
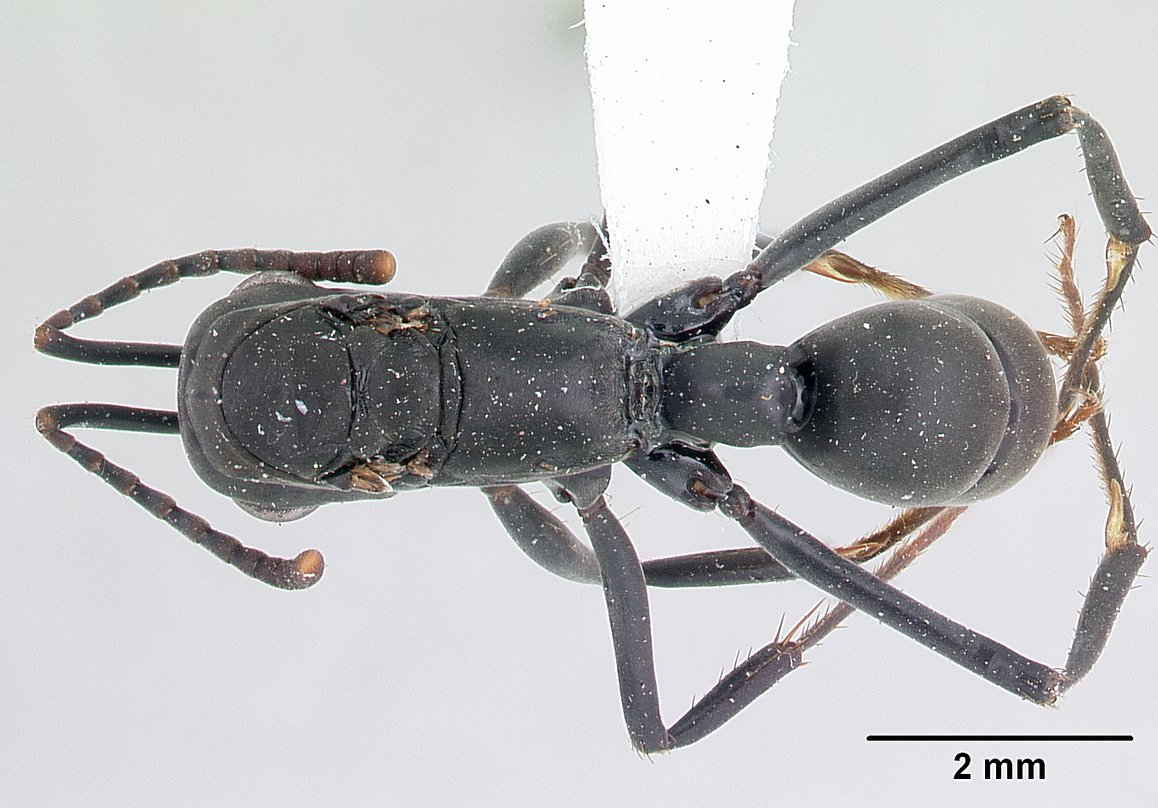
Вид сверху

## Систематика
Вид был впервые описан в 1922 году швейцарским энтомологом Огюстом Форелем в статусе вариетета под первоначальным названием Neoponera apicalis var. verenae Forel, 1922 по материалам из Панамы. В дальнейшем его часто смешивали с близкими видами Pachycondyla apicalis и Pachycondyla obscuricornis. В 2005 году повышен до видового статуса и именовался Pachycondyla verenae. В 2014 году в ходе ревизии понерин род Neoponera был восстановлен вместе с переименованием таксона Neoponera verenae.